# Bugatti Type 57
Os Bugatti Type 57 são uma linha de carros clássicos fabricados pela Bugatti na década de 1930.